# Drosophila pallipes
Drosophila pallipes este o specie de muște din genul Drosophila, familia Drosophilidae, descrisă de Dufour în anul 1846.
Este endemică în Franța. Conform Catalogue of Life specia Drosophila pallipes nu are subspecii cunoscute.